# ایست تاحمجرت
|                            |        |     |          |     |   |        |    |
| \| \| \| \| \| \| \| \| \| |        |     |          |     |   |        |    |
|                            |        |     |          |     |   |        |    |
| Q1                         | t · H8 | t&A | F18 · Y1 | G20 | s | r · ti | B7 |

| Q1 | t · H8 | t&A | F18 · Y1 | G20 | s | r · ti | B7 |

|                            |        |     |          |     |   |        |    |
| \| \| \| \| \| \| \| \| \| |        |     |          |     |   |        |    |
|                            |        |     |          |     |   |        |    |
| Q1                         | t · H8 | t&A | F18 · Y1 | G20 | s | r · ti | B7 |

| Q1 | t · H8 | t&A | F18 · Y1 | G20 | s | r · ti | B7 |

|                            |        |     |          |     |   |        |    |
| \| \| \| \| \| \| \| \| \| |        |     |          |     |   |        |    |
|                            |        |     |          |     |   |        |    |
| Q1                         | t · H8 | t&A | F18 · Y1 | G20 | s | r · ti | B7 |

| Q1 | t · H8 | t&A | F18 · Y1 | G20 | s | r · ti | B7 |

|                            |        |     |          |     |   |        |    |
| \| \| \| \| \| \| \| \| \| |        |     |          |     |   |        |    |
|                            |        |     |          |     |   |        |    |
| Q1                         | t · H8 | t&A | F18 · Y1 | G20 | s | r · ti | B7 |

| Q1 | t · H8 | t&A | F18 · Y1 | G20 | s | r · ti | B7 |

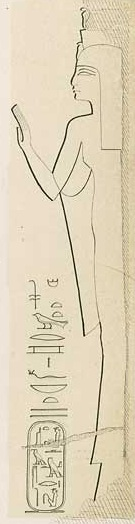
ملکه ایسِت تاحمجرت در معبد کرنک

ایسِت تاحمجرت (انگلیسی: Iset Ta-Hemdjert) ملکه همسر مصر باستان بود. او همسر بزرگ سلطنتی رامسس سوم و مادر رامسس ششم در دوران حکمرانی دودمان بیستم مصر بود.
او احتمالاً اصالتاً آسیایی داشت. نام مادرش «حمجرت» یک نام مصری نیست بلکه یک نام سوری است. هویت یکی از فرزندان او رامسس ششم امروزه برای ما شناخته شده است که جانشین برادرزاده‌اش رامسس پنجم، پسر کوتاه‌عمر رامسس چهارم شد. به غیر از رامسس پنجم، نوه‌های ایست تاحمجرت عبارتند از رامسس هفتم، ایست همسر خدای آمون و شاهزادگان آمن‌حرخپ‌شیف و پانبنکمیت. اینها همه فرزندان رامسس ششم هستند. زمانی تصور می‌شد که رامسس چهارم پسرِ خودِ این ملکه است تا اینکه در مقاله اخیر مجله باستان‌شناسی مصر در سال ۲۰۱۰ مشخص شد که ملکه تیتی به احتمال زیاد مادر این پادشاه است که بر اساس کپی‌هایی از پاپیروس‌های سرقت‌رفته از مقبره است که آنتونی هریس نشان می‌دهد که او همسر رامسس سوم بوده است، علاوه بر این واقعیت که مشخص شده بود او «مادر پادشاه» است.
او به غیر از لقب همسر بزرگ سلطنتی، عنوان همسر خدا و در دوران سلطنت پسرانش «مادر پادشاه» را نیز داشت. او بر روی مجسمه رامسس سوم در معبد موت در کرنک نشان داده شده است.

## محل دفن
ایسِت تاحمجرت در دره ملکه‌ها، در مقبره QV51 به خاک سپرده شد. این مقبره توسط ژان-فرانسوا شامپولیون توصیف شده است و در کارل ریچارد لپسیوس مستند شده است. ساخت مقبره ممکن است در زمان سلطنت همسرش، پادشاه رامسس سوم آغاز شده باشد، اما در زمان سلطنت پسرش رامسس ششم به پایان رسید. این مقبره در زمان‌های بسیار قدیم غارت شده بود و در پاپیروس‌ها در مورد سرقت مقبره‌ها در دوران دودمان بیستم مصر مطالبی ذکر شده است.
مقبره شامل راهرویی است که به تالار اصلی با دو اتاق کناری ختم می‌شود. راهرو با صحنه‌هایی تزئین شده است که ملکه را در برابر خدایان مختلف از جمله پتاح-سوکر، آتوم و ازیریس نشان می‌دهد.
دیوارهای بیرونی سالن اصلی حاوی متنی از رامسس ششم است. ملکه در برابر چندین خدا از جمله پتاح و خدای شاهین، خدای انحور-شو و آتوم ظاهر می‌شود. اتاق‌های کناری با صحنه‌هایی تزئین شده‌اند که الهه‌های مختلفی از جمله نیث، سرکت، ایزیس و نفتیس را نشان می‌دهند.
تکه‌هایی از یک گور سنگی گرانیتی قرمز در حفاری‌های جووانی اسکیاپارلی پیدا شد و امروزه در موزه مصرشناسی تورین در ایتالیا نگهداری می‌شود.